# Philipp VI. (Waldeck)
Philipp VI. (* 4. Oktober 1551; † 9. November 1579 in Darmstadt) war Domherr in Straßburg und Graf von Waldeck zu Landau. 

## Leben
Er war der erste Sohn aus der Ehe von Johann I. und Anna zur Lippe. Damit gehörte er dem Haus Waldeck an. Zusammen mit seinem jüngeren Bruder Franz III. studierte er bis 1569 an der Universität Marburg. Sein Onkel mit demselben Namen hatte zu seinen Gunsten 1567 auf seine Stelle als Domherr in Straßburg verzichtet. Er war aber auch nach dem Tod des Vaters 1567 Landesherr in dem vom Vater ererbten Teil Waldecks. Er residierte in Arolsen. Begraben wurde er in der Stadtkirche in Darmstadt. Seine Mutter ließ ihm dort auch ein Epitaph errichten.